# 卡尔梅拉·阿卢奇
卡尔梅拉·阿卢奇（義大利語：Carmela Allucci，1970年1月22日—），意大利女子水球运动员。她曾代表意大利国家队参加2004年夏季奥林匹克运动会水球比赛，结果获得一枚金牌。